# Мацеј Плажињски
Мацеј Плажињски (Млинари, 10. фебруар 1958 — Смоленск, 10. април 2010) био је пољски либерално-конзервативни политичар.

## Биографија
Плажињски је рођен у граду Млинари. Политичку каријеру је започео почетком осамдесетих као један од лидера Студентске солидарности. Био је гувернер Гдањског војводства од августа 1990. до јула 1996. године, а изабран је у Сејм (доњи дом пољског парламента) у септембру 1997. године.
У јануару 2001. године оснива политичку странку Грађанска платформа са Доналдом Туском и Анџејем Олеховским. Напустио је Грађанску платформу из личних разлога и у време смрти био је независни посланик. Био је члан Кашупско-померанског удружења. Касније је изабран за председника Удружења "Пољска заједница".
Био је ожењен Елзбиетом Плажињском. Иза себе је оставио троје деце: Јакуба, Катажину и Кацпера.
Плажињски је погинуо у авионској несрећи  која се догодила приликом слетања на аеродром Смоленск-Север у близини Смоленска, Русија, 10. априла 2010. године. У несрећи је животе изгубило још 95 особа, укључујући Пољског председник Леха Качињскиог.

## Почасти и награде
2000. године је одликован Орденом заслуга Републике Италије прве класе. Добио је титуле почасног грађанина градова Млинари, Пуцк, Пионки и Лидзбарк Вармињски.
Дана 16. априла 2010. године, постхумно је одликован Великим крстом Ордена Полоније. Одликован је и златном медаљом Глорије Артис.